# Kauri (plant)
De kauri (Agathis australis) is een conifeer die endemisch is in Nieuw-Zeeland. Kauribossen zijn enkel nog te vinden in het noordelijke gedeelte van het Noordereiland in de regio Northland. Kauri's kunnen tientallen meters hoog worden en zijn pas na achthonderd jaar volgroeid.
Door grootschalige houtkap is het grootste gedeelte van de kauribossen vernietigd. Geschat wordt dat ruim 95% van de bossen is gekapt. Ook de oorspronkelijke bewoners van Nieuw-Zeeland, de Maori's, gebruikten het hout voor diverse doeleinden. Tegenwoordig is de kauri beschermd en mag deze alleen met een speciale vergunning gekapt worden. Daarnaast zijn er bossen aangelegd met jonge aanplant, om de kauri te behouden voor de toekomst.
De grootste resterende kauri is de Tane Mahuta, in het Waipoua Forest. Deze boom is ongeveer 51 m hoog en heeft een stamomtrek van ongeveer 13,8 m. De boom wordt geschat tussen de 1250 en 2500 jaar oud te zijn.
Kaurihout is goed te bewerken. De belangrijkste bron van hout op het ogenblik zijn oude boomstronken die uit de grond opgegraven worden en vervolgens worden gedroogd op de velden. Hiervan worden meubels, maar ook grote kunststukken gemaakt.